# Biblioteca Nacional y Universitaria de Eslovenia
La Biblioteca Nacional y Universitaria (Narodna in Univerzitetna knjižnica) fue ideada por Jože Plečnik y construida entre 1936 y 1941 en Liubliana, capital de Eslovenia.
Está situada en el antiguo emplazamiento del Palacio Auersperg Pucal, construido entre 1660 y 1662. El terremoto de Liubliana de 1895 debilitó la estructura del edificio y tuvo que ser derribado. El nuevo edificio fue terminado antes del fin de la Segunda Guerra Mundial, en 1941. En 1944 el edificio sufrió el impacto de un aereoplano, causando leves desperfectos. Tras la finalización de la guerra el edificio fue rehabilitado.
La fachada está construida con diferentes materiales: ladrillo y bloques de piedra de diversas características: de suaves contornos, angulosos, grandes y pequeños. El interior sorprende por su gran cantidad de detalles arquitectónicos en mármol, bronce y madera.

## Características
El primer proyecto de la biblioteca estuvo listo ya en 1930, pero antes de su construcción en 1936, el arquitecto decidió cambiarlo radicalmente. Por lo tanto, transformó la fachada y puso una escalera ancha en vez de la anterior, dividida en tres ramas. A través de este proyecto hizo una transición de su estilo clásico, típico para su época de Praga, a un estilo muy cercano al de Otto Wagner y Gottfried Semper. Parece que este poderoso edificio cúbico se inspiró en la Mansión Provincial, que antes ocupaba su lugar.
La biblioteca claramente sobresale por su forma y también porque con una de sus esquinas invade el espacio de la Plaza de la Revolución Francesa, formando así una parte dominante de ella. Jože Plečnik decía que el efecto que producía esa esquina le recordaba al Palacio Medici Riccardi en Florencia.
La composición de la fachada se revela como una interpretación del exterior de su bloque de apartamentos Zacherl en Viena, pero construida con material de origen esloveno. La alternancia repetitiva de bloques de piedra y ladrillos junto con las ventanas al estilo inglés (bay-windows) establece una expresión plástica de la fachada. Además, las dos grandes ventanas verticales en ambos lados de la sala de lectura, forman una cesura en la superficie de la fachada. La corona sobre el ático, según los arquitectos Plečnik y Semper un tipo de joya, simboliza el techo de un templo antiguo. La puerta principal de dos alas está inspirada en el Panteón. La balaustrada sobre esa entrada está compuesta por unas vasijas etruscas, mientras que sobre la entrada lateral hay una estatua de Moisés, creado por Lojze Dolinar.
El almacén de libros se basa en el proyecto de la Biblioteca universitaria de Viena de Wagner, del año 1910. Está formado por varias celdas, de modo que los libros son fácilmente alcanzables y que en caso de incendio este puede ser controlado con mayor eficacia. En realidad, el arquitecto imaginaba la biblioteca como un templo de la sabiduría. De ahí se puede interpretar el contraste entre el largo pasillo oscuro, que subiendo nos lleva a la sala de lectura principal, y la clara sala de lectura como un camino desde la ignorancia hacia la sabiduría. La decoración de esta sala se apoya parcialmente en la estética industrial del siglo XIX.